# Нордхајм на Мајни
Нордхајм на Мајни (њем. Nordheim am Main) општина је у њемачкој савезној држави Баварска. Једно је од 31 општинског средишта округа Кицинген. Према процјени из 2010. у општини је живјело 1.025 становника. Посједује регионалну шифру (AGS) 9675155.

## Географски и демографски подаци
Нордхајм на Мајни се налази у савезној држави Баварска у округу Кицинген. Општина се налази на надморској висини од 196 метара. Површина општине износи 5,3 km². У самом мјесту је, према процјени из 2010. године, живјело 1.025 становника. Просјечна густина становништва износи 193 становника/km².

## Међународна сарадња
| Мјесто | Држава    | Врста сарадње | Од    |
| ------ | --------- | ------------- | ----- |
| Дизи   | Француска | партнерство   | 2003. |
| Извор  |           |               |       |